# Brunbröstad storsvala
Brunbröstad storsvala (Progne tapera) är en sydamerikansk fågel i familjen svalor inom ordningen tättingar.

## Utseende och levnadssätt
Brunbröstad storsvala är som namnet avslöjar en stor svala, med tydligt brunt band över bröstet. Bandet är vanligen tydligt avgränsat, men kan också vara mer diffust med fläckar nedåt bukens mitt. Fjäderdräkten i övrigt är brun ovan och ljus under. Den är lik backsvalan men är betydligt större och gängligare. Fågeln hittas i låglänta öppna områden nära vatten, enstaka eller i lösa flockar.

## Utbredning och systematik
Brunbröstad storsvala delas in i två underarter med följande utbredning:
- Progne tapera tapera – förekommer från det tropiska östra Colombia till Bolivia, Guyana och Amazonområdet i Brasilien
- Progne tapera fusca – förekommer från sydöstra Brasilien till Paraguay, östra Bolivia, Uruguay och norra Argentina

## Status och hot
Arten har ett stort utbredningsområde och en stor population, men tros minska något i antal, dock inte tillräckligt kraftigt för att anses vara hotad. Utifrån dessa kriterier kategoriserar IUCN arten som livskraftig (LC). Beståndet uppskattas till i storleksordningen 50 miljoner vuxna individer.

## Bilder

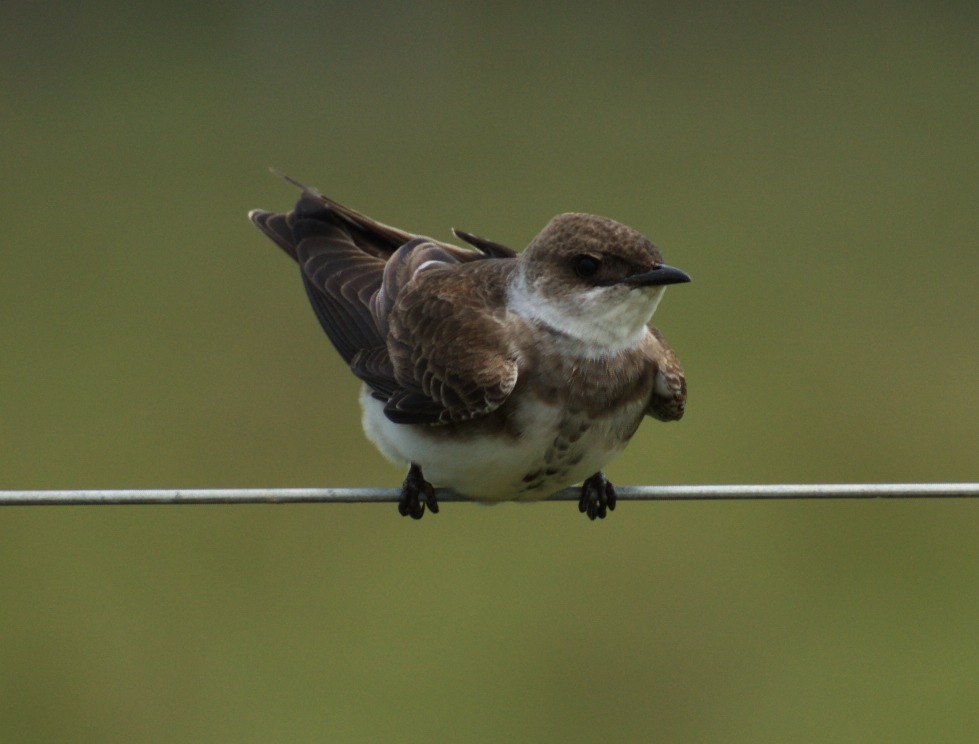
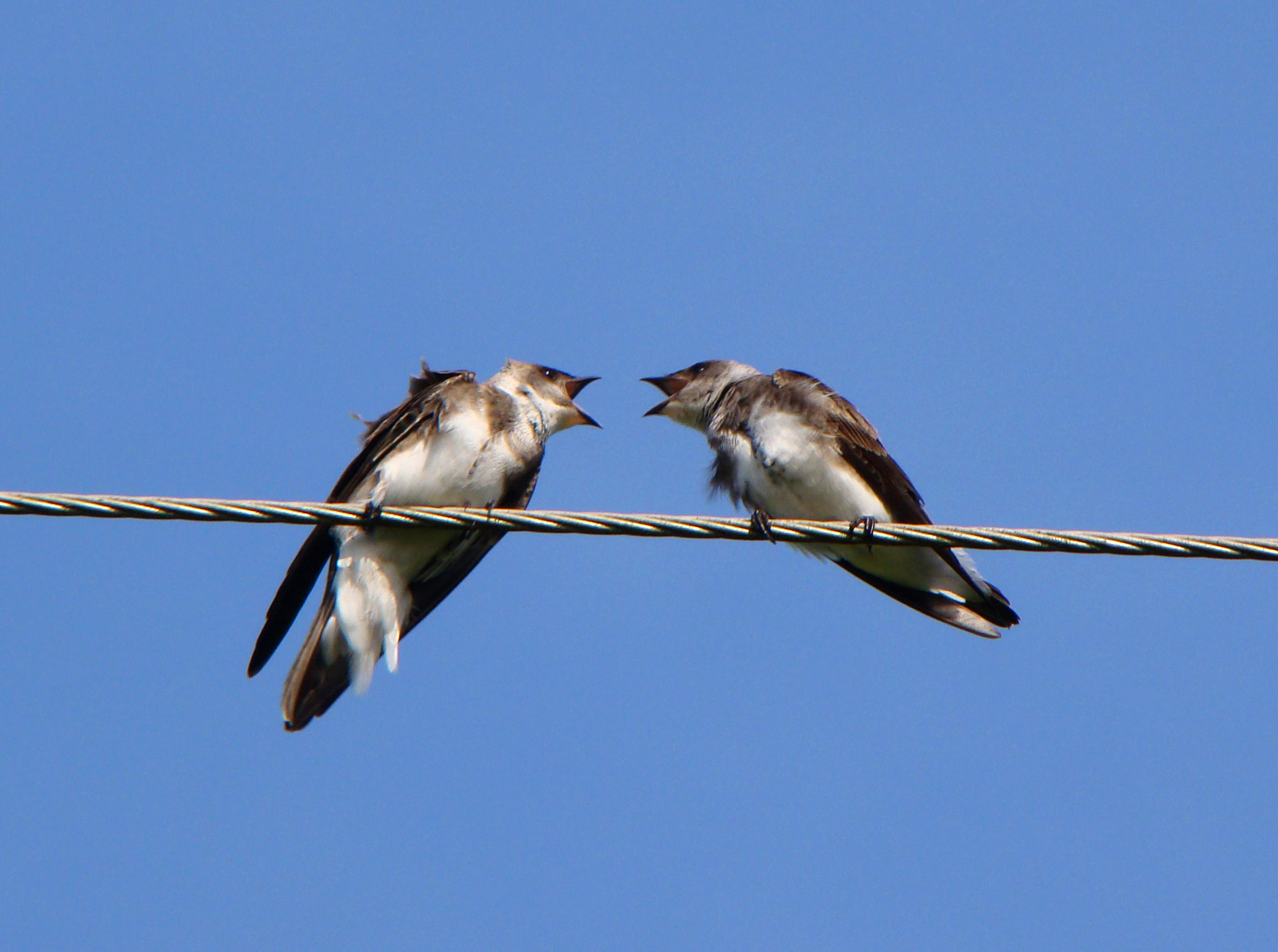
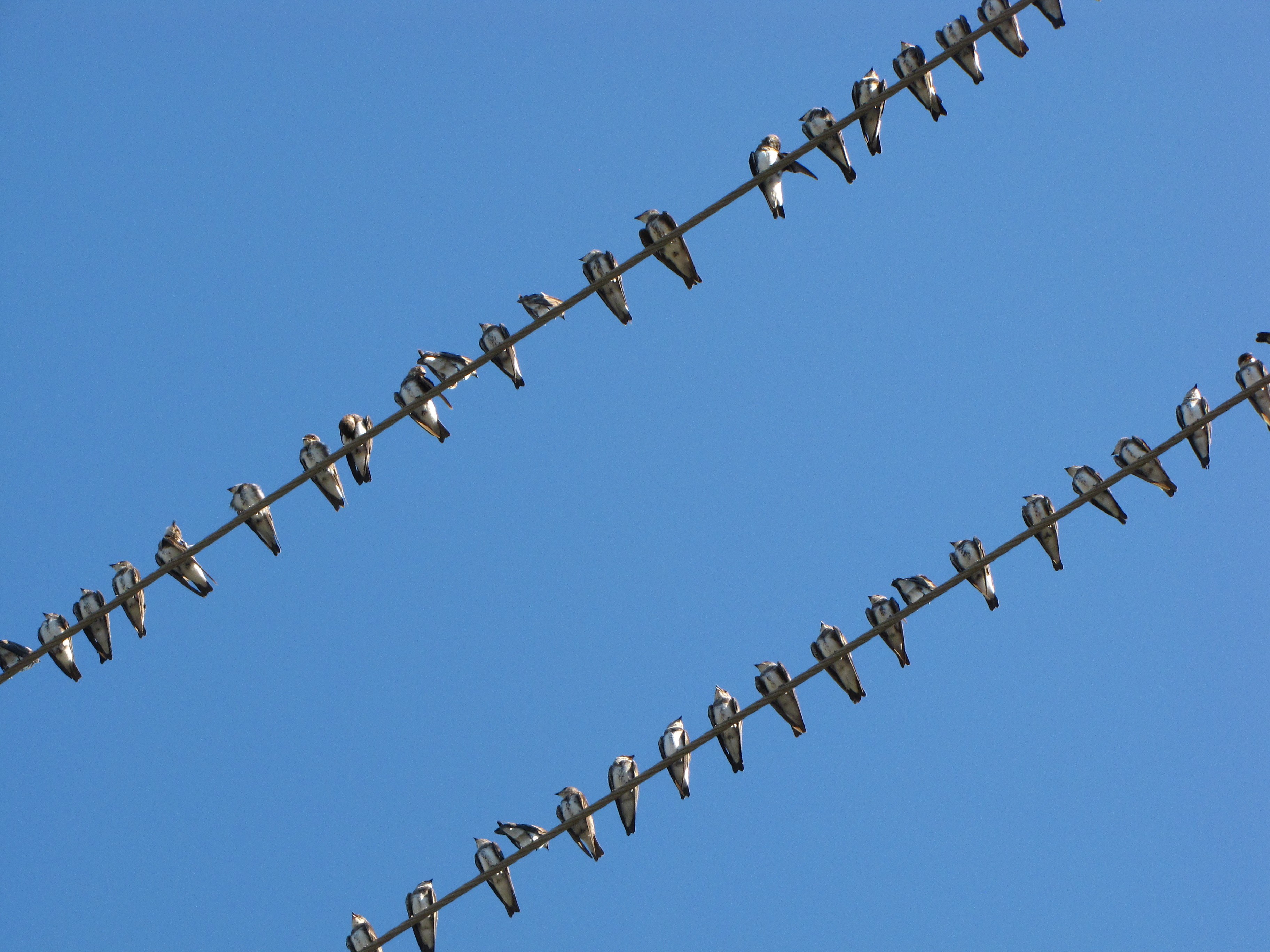
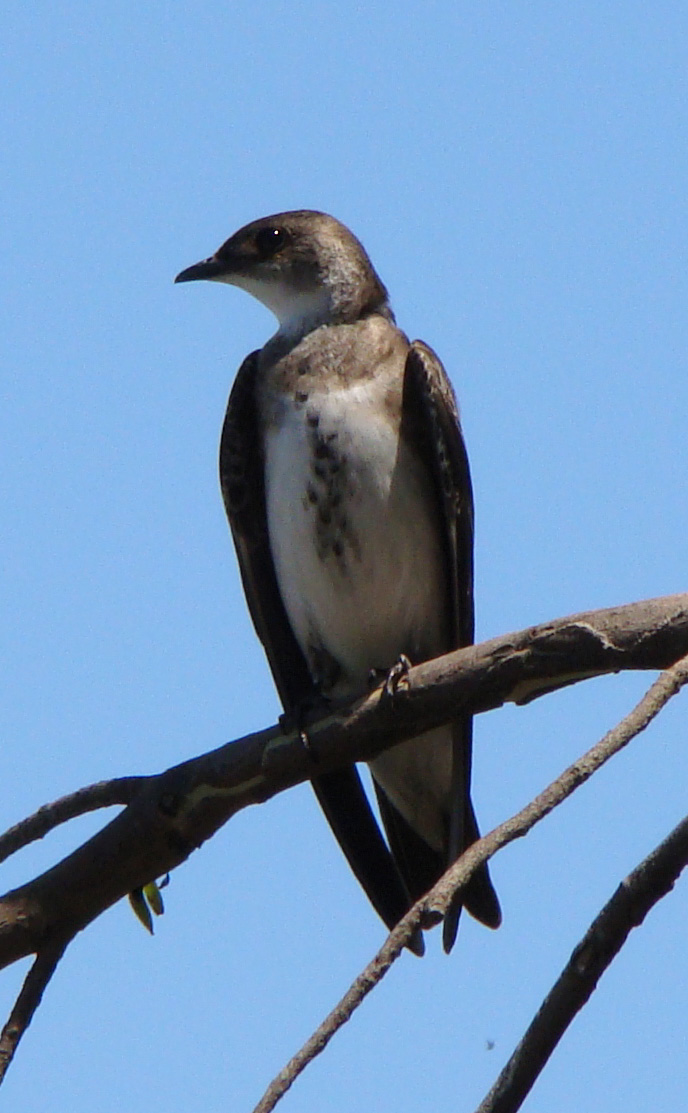